# Amocim Leite
Amocim Leite  (São Mateus, 1931 — Vitória de 25 de maio de 2011), foi um político brasileiro, eleito vereador por dois mandatos e prefeito de São Mateus por três. É reconhecido como uma das figuras mais emblemáticas e folclóricas da política mateense, sendo o primeiro afro-brasileiro a eleger-se prefeito no munício. Seus mandatos caracterizaram-se por obras de infraestrutura voltadas em especial para os cidadãos de baixa renda. Diabético, morreu em decorrência de complicações relativa à doença. Seu corpo foi sepultado no Cemitério de São Mateus. Um ano antes da sua morte foi lançado um livro com sua biografia, pelo autor Eliezer Nardoto.

## Carreira Política
Mandatos como vereador e primeiro mandato com prefeito
Amocim iniciou sua carreira política como vereador de São Mateus na década de 1950, sendo reeleito para um segundo mandato para os anos de 1963 e 1967. Filiado ao Movimento Democrático Brasileiro, disputa e vence as eleições de 1972, tendo Jackson Mendonça Bahia como vice, sendo o primeiro prefeito negro da história de São Mateus. Sua administração foi marcada por obras voltadas para os mais pobres. O seu primeiro projeto de lei encaminhado à câmara foi um pedido de autorização para compra de um trator de esteira, pois, à época, a população rural era maioria e o atendimento ao interior era precário. O segundo projeto foi para a compra de uma ambulância. Construiu o Pronto Socorro Municipal, com a finalidade de atender a população carente que deixava o campo e iniciava a formação das favelas da cidade. A condição de semi-analfabeto e negro, numa cidade cujo preconceito racial ainda se mantinha forte, levou as lideranças políticas locais a se oporem contra o prefeito. Mergulhado numa grave crise política, em meados de 1976 a Câmara de Vereadores cassou o seu mandato político, alegando uma série de irregularidades administrativas. À época de sua posse, a cidade ainda não tinha se livrado totalmente de sua condição escravocrata e o preconceito racial era tão forte que a um negro não era permitida a entrada nos clubes sociais, principalmente no Clube Ouro Negro. Amocim tomou posse exatamente nesse clube e foi o primeiro a frequenta-lo.
Segundo mandato com prefeito

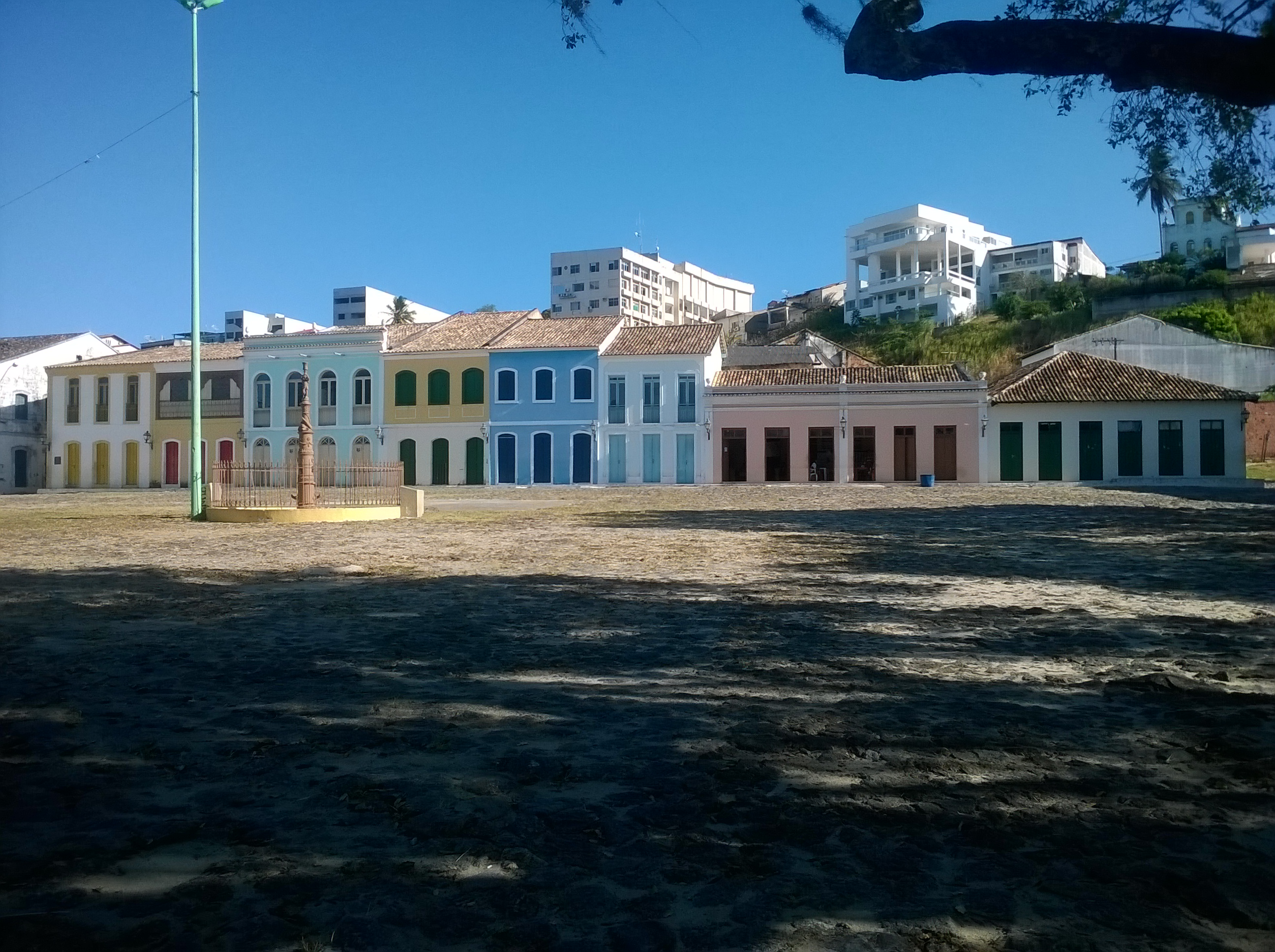
Em seu segundo mandato, Amocim reformou alguns casarões do Porto.

Eleito pela segunda vez e tomando posse em 01 de fevereiro de 1983, Amocim foi obrigado a enfrentar como adversário seu próprio vice-prefeito, Wallas Batista de Oliveira. Nesse mandato, destaca-se a restauração do Porto, com a restauração dos casarões gemiados que foram adaptados para o funcionamento de uma escola. Esta obra foi executada com recursos da própria municipalidade. Também nessa administração, Amocim adquiriu e reformou o prédio onde atualmente funciona o anexo da prefeitura. Com pouco mais de dois anos de mandato a câmara, novamente, o afastou, empossando em seu lugar seu vice.
Terceiro mandato com prefeito
Tendo em vista as cassações dos seus mandatos anteriores e estando na disputa eleitoral o seu a arqui-inimigo Wallas Batista de Oliveira, Amocim teve grandes dificuldades para manter seu nome como candidato a prefeito. A disputa eleitoral estava polarizada entre esses dois candidatos e uma decisão do Tribunal Regional Eleitoral, cassou sua candidatura. Porém, para surpresa de seu adversário, a saída de Amocim da disputa não fazia crescer as intenções de voto do eleitorado a se favor e sim para um terceiro candidato, o jovem desportista Carlos Alberto Lyrio. Faltando poucos dias para o pleito, uma nova decisão surpreendeu a cidade. Uma liminar do TRE permitiu seu retorno como candidato. O resultado da eleição foi amplamente favorável a Amocim, ficando Wallas em segundo lugar. Dias antes de ser diplomado prefeito, Fui surpreendido, juntamente com o povo de São Mateus por uma decisão inusitada do TRE, que decidiu anular o resultado da eleição, diplomando como prefeito Wallas Batista de Oliveira e como vice-prefeito, Rui Carlos Baromeu Lopes. Dias antes da posse de Wallas e Baromeu, populares armados com revólveres, carabinas e bombas de fabricação caseira invadiram o prédio da prefeitura exigindo a posse do prefeito eleito pelo povo. Diante do apoio de todos os seguimentos da sociedade local, o TRE concedeu uma liminar dando posse ao prefeito eleito nas urnas.
Amocim tomou posse em 1 de janeiro de 1993 e cumpriu integralmente seu terceiro mandato como prefeito. Como obras marcantes de sua administração, podem ser citados o asfaltamento das ruas do centro da cidade, calçamento da maioria das ruas do bairro Vila Nova, calçamento de algumas ruas dos bairros Guriri, Santo Antônio, Sernamby, Boa Vista e Cacique. Concluiu a estrada para Barra Nova e implantou vários quilômetros de eletrificação rural. Fez a ampliação do prédio do Pronto Socorro e construiu várias unidades de saúdes em muitos bairros. Implantou rede de esgoto nos bairros Aroeira e SEAC com estação de tratamento. Também beneficiou os bairros Morada do Ribeirão e Bonsucesso II com este serviço. Implantou o serviço de água tratada em Santa Leocádia e Santa Maria. Substituiu a iluminação a vapor de mercúrio das principais ruas da cidade por iluminação a vapor de sódio.